# ケリーバッグ

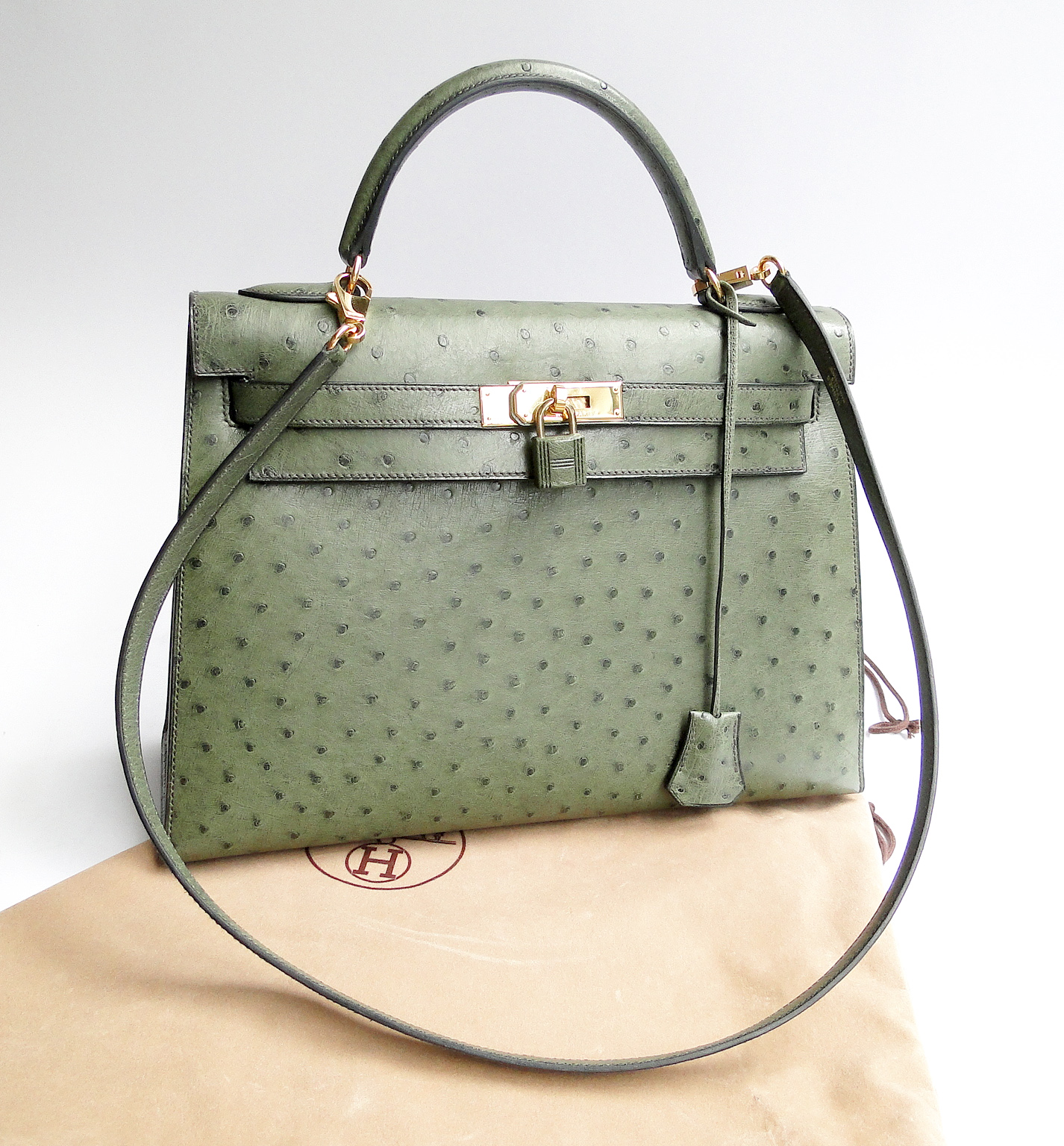
ケリー・バッグ

ケリー・バッグ（Kelly bag）は、女性用フォーマルハンドバッグの一種。台形型のフォルムを持つかぶせ蓋のバッグで、蓋に錠が付いているのが特徴。もともとはエルメスオリジナル製品であったが、現在ではさまざまなブランドからこのかたちのバッグが販売されている。

## 概要
元来ケリーバッグは、馬具メーカーに端を発するエルメスが、サドルバッグを婦人用に改良して1935年に発売したものである。
ところが、1956年、モナコ公妃となっていたグレース・ケリーが、パパラッチを避けて、妊娠中の腹部をとっさに持っていたこのバッグで隠したところ、その写真が雑誌に掲載され、一躍その認知度が高まった。エルメスではこれに便乗して、モナコ公国の許可を得て「ケリーバッグ」と称したものである（ちなみにファーストネームのグレースではなく、旧姓のケリーを用いたのは、公妃のイメージを守ろうとするモナコ公国側との妥協によるものだと伝えられる）。